# Chrotomys mindorensis
Chrotomys mindorensis — вид гризунів родини мишевих (Muridae). Зустрічається тільки на Філіппінах. Часто зустрічається в низинах. У горах досягає висоти 2025 метрів. Живе в незайманих і керованих лісах, де він шукає близькості до струмків. Вона часто відвідує сільськогосподарські угіддя, рисові поля чи кокосові плантації.

## Морфологічна характеристика
Дорослі особини досягають довжини голови-тулуба від 155 до 186 мм, довжини хвоста від 90 до 123 мм і ваги від 152 до 199 грамів. Довжина задніх лап близько 38 мм, а довжина вух — близько 20 мм. Тіло кремезне. М’яке і густе хутро зверху характеризується широкою жовто-коричневою смугою, обрамленою чорно-коричневими смугами. Боки тіла та інші частини голови сіро-коричневі, а низ має світле сріблясто-сіре хутро, яке може мати світло-коричневий відтінок. Інші особливості голови включають відсутність кіл під очима та майже голі сірі вуха. Верх рук і ніг укритий сріблясто-сірими волосками. Досить товстий хвіст розділений на коричневий верх і майже білий низ. 2n=44.

## Спосіб життя
Тварини можуть бути активними вдень і вночі. Вони риють гумусовий шар або інший ґрунт задля дощових черв'яків, комах та інших безхребетних. Відомостей про репродуктивну поведінку немає.